# Ernst Barkmann
Ernst Barkmann (Kisdorf, 25 agosto 1919 – Kisdorf, 27 giugno 2009) è stato un militare tedesco, comandante carrista della Seconda guerra mondiale.
Nato a Kisdorf, nell'Holstein, divenne noto per i numerosi mezzi avversari distrutti, sia sul fronte occidentale che orientale. Ad Ernst ed il suo equipaggio fu confermata la distruzione di circa 82 carri armati, 136 mezzi blindati di vario tipo e 43 cannoni anticarro. 

## Carriera
Barkmann si iscrisse al partito nazista il 1 ° settembre 1938 e prestò servizio nel Reichsarbeitsdienst dal novembre 1938 al marzo 1939. Successivamente si unì alle SS il 1 ° aprile 1939, partecipò all'occupazione della Polonia e fu in seguito inviato nei Paesi bassi come istruttore di volontari delle SS. Nell'inverno 1942/43 fu assegnato alla 2. SS-Panzer-Division "Das Reich" sul fronte orientale, con la quale prese parte alla Terza battaglia di Char'kov. 
Nel febbraio del 1944, alla Das Reich fu ordinato di confluire nella 5ª divisione panzer, riserva corazzata stanziata in Francia in attesa dell'invasione alleata . Dopo l'Operazione Overlord e lo sbarco degli alleati nel giugno 1944, la divisione combatté contro le forze statunitensi vicino a Saint-Lô, nel tentativo di ostacolare l'Operazione Cobra americana. Barkmann si distinse per coraggio e bravura, ricevendo per le sue azioni la Croce al valore e venendo promosso al grado di Oberscharführer. Ernst partecipò anche all'Offensiva delle Ardenne nel dicembre 1944 e ai combattimenti finali contro i sovietici sul fronte orientale nella primavera del 1945, dando filo da torcere ai T-34 russi. 
Nell'aprile del 1945 Barkmann perse il suo carro a causa del fuoco amico durante l'Offensiva di Vienna e quindi si diresse verso la linea britannica, dove si arrese e fu preso come prigioniero di guerra. Sopravvissuto al conflitto, Ernst ritornerà alla sua città natale della quale diverrà sindaco e dove si spegnerà nel 2009 all'età di 89 anni.

## Barkmann's corner
Si narra che durante i combattimenti di Saint-Lô Barkmann si trovò ad affrontare il Combat Command B della 3rd Armored Division americana, composto da 15 carri Sherman e numerosi altri veicoli: il Panther "424 nero" di Barkmann si appostò ad un incrocio e respinse la colonna americana, distruggendo un'autocisterna e diversi carri Sherman prima di ritirarsi sotto il fuoco dei Thunderbolt nemici. 
In onore dell'eroica impresa di Ernst, l’incrocio prese il nome di "Barkmann's Corner" (angolo di Barkmann).
Nel 2015 Steven Zaloga, consulente di difesa americano e storico militare, ha messo in dubbio i fatti del Barkmann's corner, dichiarando nel suo libro "Armored Champion: The Top Tanks of World War II" di aver analizzato i record di guerra americani del tempo senza trovare nessuna delle perdite che Barkmann avrebbe inflitto agli alleati della terza divisione armata. 
Zaloga ha quindi ipotizzato che i meriti di Barkmann siano stati ingigantiti dallo sforzo propagandistico tedesco dell'epoca. 